# 托拉尼湖 (亞利桑那州)
托拉尼湖（英語：Tolani Lake）是位於美國亞利桑那州可可尼諾縣的一個人口普查指定地區。根據2010年美國人口普查，該地人口為280人，而該地的面積約為1.11平方千米。

## 地理
托拉尼湖的座標為35°25′51″N 110°50′35″W / 35.43083°N 110.84306°W，而該地最高點為海拔高度1499米（即4918英尺）。